# Piada étnica

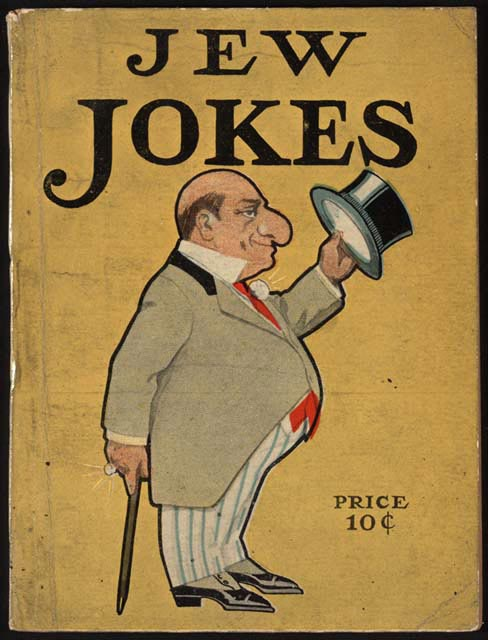
Livro de piadas sobre judeus publicado nos Estados Unidos em 1908

Uma piada étnica é um comentário que visa fazer humor em relação a um grupo étnico, racial ou cultural, muitas vezes se referindo a um estereótipo étnico do grupo em questão como piada.
As percepções de piadas étnicas são ambivalentes. Christie Davies dá exemplos de que, embora muitos as considerem racistas e ofensivas, para algumas pessoas piadas que zombam da própria etnia podem ser consideradas aceitáveis. Ele aponta que piadas étnicas são frequentemente consideradas engraçadas exatamente pelo mesmo motivo que soam racistas para os outros; isso acontece quando elas jogam com estereótipos étnicos negativos. Davies afirma que piadas étnicas reforçam estereótipos étnicos e às vezes levam a apelos à violência. O dano percebido ao grupo étnico pode ser uma grande preocupação, pois quando as piadas étnicas polacas se tornaram tão comuns na década de 1970, o Ministério das Relações Exteriores da Polônia contatou o Departamento de Estado dos Estados Unidos para reclamar.

## Teorias acadêmicas do humor étnico
A teoria predominante e mais amplamente conhecida do humor étnico tenta descobrir regularidades sociais nas tradições de anedotas de diferentes países, descrevendo piadas contextualmente. Christie Davies, autor desta teoria, apresentou os principais argumentos em seu artigo Piadas Étnicas, Valores Morais e Limites Sociais, publicado em 1982. Sua abordagem é baseada na Teoria do Script Semântico do Humor (1985) de Victor Raskin, ou para ser mais preciso, nos argumentos relacionados ao humor étnico em oposições binárias. Enquanto Raskin apenas descreve as principais oposições binárias fornecendo exemplos (principalmente do humor judaico), Davies explora as situações em que os scripts se aplicam; por exemplo, ele descobriu que a dualidade mais comum, estúpido/inteligente, é aplicada em circunstâncias particulares na realidade social de dois grupos étnicos envolvidos.
Davies, em sua monografia publicada em 1990, conjecturou que "piadas em todos os países (ou domínios culturais e linguísticos razoavelmente homogêneos) têm alvos específicos para piadas estúpidas – pessoas que vivem na periferia daquela nação ou domínio e que são percebidas como culturalmente ambíguas pela população dominante do centro. Além disso, provavelmente serão pessoas do campo ou imigrantes em busca de trabalho manual não qualificado e de baixo prestígio. São, em grande medida, semelhantes aos próprios contadores de piadas, compartilham a mesma origem cultural ou até mesmo falam uma língua semelhante ou idêntica." Segundo Davies, as piadas étnicas centram-se nos três temas principais: estupidez, astúcia e comportamento sexual.
Davies é destaque no documentário de 2010, Polack, explorando a origem da piada polaca.
L Perry Curtis, ao examinar o humor étnico dirigido aos irlandeses na Inglaterra vitoriana, descreve a descida que a piada étnica e o estereótipo que a acompanha podem sofrer à medida que o alvo a que se dirigem desce para representações de comportamento violento: "A minha curiosidade sobre a transformação do 'paddy' na arte cômica, de um camponês primitivo, rústico ou simplório para um homem degenerado [...] empenhado em assassinar ou provocar indignação."
Segundo Samuel Schmidt, as piadas étnicas também podem ser uma forma de resistência social, e por isso são dirigidas pelos contadores de piadas contra aqueles que consideram agressores, como as múltiplas piadas publicadas no México sobre os americanos (também chamados de gringos lá).